# مارفيل تكنولوجي
شركة مارفيل للتكنولوجيا، (بالإنجليزية: Marvell Technology) هي شركة أمريكية يقع مقرها الرئيسي في سانتا كلارا بكاليفورنيا، تعمل على تطوير وإنتاج أشباه الموصلات والتكنولوجيا، تأسست في عام 1995، كان لدى الشركة أكثر من 6000 موظف من عام 2021، ومع أكثر من 10000 براءة اختراع في جميع أنحاء العالم، وإيراداتها السنوية قدرها 4.5 مليار دولار لعام 2021.

## روابط خارجية
- الموقع الرسمي